# Walter Volle
Walter Rolf Volle (ur. 18 września 1913 w Mannheim, zm. 27 października 2002 w Berlinie) – niemiecki wioślarz, złoty medalista olimpijski.
Wystąpił na igrzyskach olimpijskich w Berlinie w 1936, gdzie reprezentanci III Rzeszy w składzie: Hans Maier, Walter Volle, Ernst Gaber, Paul Söllner i Fritz Bauer (sternik) zdobyli złoty medal w czwórkach ze sternikiem. W wyścigu finałowym o 8,1 sekundy wyprzedzili Szwajcarów i o 17,1 sekundy Francuzów. Był to jego jedyny start olimpijski.
Ponadto na mistrzostwach Europy w Mediolanie w 1938 zdobył złoty medal w ósemkach, a na rozgrywanych rok wcześniej mistrzostwach Europy w Amsterdamie był drugi w tej konkurencji.
Po zakończeniu kariery pracował jako trener w Berliner Ruder-Club i reprezentacji kraju. 